# Druh
Druh (species, zkratka sp.) je základní kategorie biologické nomenklatury. Z taxonomického hlediska je druh jeden z taxonů: je nejnižší základní kategorií hierarchické klasifikace organismů (viz obr.).
Právě z binominálního (latinské binomen = dvě jména) pojmenování druhů vychází biologická nomenklatura, která stanoví zásady pro pojmenování ostatních nižších i vyšších taxonů. Označuje organismy dvouslovným vědeckým názvem, ke kterému je v případě potřeby připojeno jméno autora názvu (tzn. jméno taxonoma čili toho, kdo organismus jako první platně popsal a pojmenoval), případně zkrácená forma jména, a rok popisu, přičemž rokem popisu se myslí rok, kdy byl popis publikován. Příklady:
- Elephas maximus Linné, 1758 (tzn. slon indický popsaný Linnéem v roce 1758).[1]
- Capparis spinosa L., 1753 (tzn. kapara trnitá popsaná Linnéem v roce 1753).
- Coccinella novemnotata Herbst, 1793 (tzn. slunéčko devítiskvrnné popsané Herbstem v roce 1793).
- Siven americký se jmenuje podle Ameriky nikoli podle křestního jména jejího objevitele Ameriga Vespucciho. Druhové rozdíly musí zůstat obecné (X siven Bertíkův, Petříkův apod.). Pouze jména jednotlivin se mohou měnit a sdílet tyto obecné druhové rozdíly.

Jména kompilátorů se píší do závorky.

Z hlediska taxonomie se druhy seskupují do rodů (genus). Některé druhy (species) se člení na poddruhy (subspecies, zkratka subsp., ssp.).

## Definice druhu
Neexistuje jednotná definice, která by jednoznačně určila, co je druh. Definic druhu existuje mnoho, protože závisejí na koncepci, kterou se autor definice řídí.
Základní dělení definic druhu lze provést podle toho, jestli definice předpokládá nezávislost na taxonomovi (realistická definice), nebo naopak předpokládá závislost na taxonomovu rozhodnutí (nominalistická definice). Obě pojetí mají své výhody i nevýhody. Realistická definice lépe vystihuje stav v jednom čase. Nominalistická definice umožňuje rozhodnout ve sporných případech (kruhový druh) a v případech, když je zahrnut faktor času a postupného vývoje.
Jedna z nejrozšířenějších realistických definic pochází od Ernsta Mayra:
Druh je soubor populací s jedinečným vývojovým původem a historií, tvořený navzájem si podobnými jedinci, kteří se mezi sebou mohou plodně křížit a jsou reprodukčně izolováni od jiných podobných skupin.

Tato definice má některé zásadní nevýhody, které v určitých konkrétních případech ztěžují či znemožňují nalézt shodu při rozlišení příbuzných organismů na druhy. Pomineme-li organismy nemající pohlavní rozmnožování (bakterie, čistě apomikticky se množící rostliny), u nichž takto koncipovaná definice postrádá smysl, vyskytují se problémy při odlišení druhů a poddruhů u organismů, jejichž reprodukční izolaci zajišťují „zvyky“ a „geografické umístění“. Zde se dá rozlišit přístup, který rozděluje druhy podle toho, zda se kříží v přírodě, či dle toho, zda (přinuceni k rozmnožování) spolu produkují plodné potomstvo. Vyskytují se však i další kompromisní přístupy.
Další komplikací je tradiční snaha některých škol vylučovat vyšlechtěná domácí a hospodářská zvířata do samostatných druhů, ačkoliv jsou stále schopna křížení s divokými předky (viz např. pes, který je ve smyslu předchozí definice poddruhem vlka, ale občas je, spíše tradičně, označován za samostatný druh). U uměle šlechtěných organismů se také objevují problémy ohledně „podobnosti“ jedinců. Jakkoliv je třeba přiznat, že srnčí pinč je stále do značné míry podobný malamutovi, je nutno připustit, že šakal se malamutovi minimálně při zběžném pohledu podobá více, byť jde o jiný druh.
Problematika koncepce biologického druhu u prokaryotních buněk (bakterií a archeí) je vzhledem k jejich nepohlavnímu rozmnožování a vysokému stupni horizontálního přenosu genů daleko složitější. Byly však navrženy způsoby, jak koncepci biologického druhu jakožto skupiny vzájemně se plodně křížících jedinců reprodukčně izolovaných od jiných takových skupin rozšířit na všechny domény života.

## Záznam druhů na Zemi

### Mapování druhů
Mapování druhů je klíčová metoda pro ochranu druhů. Pomocí sledování velikosti populací je možné vypozorovat vývoj počtu zástupců jednotlivých druhů nebo jejich migraci.  Česká republika v současné době financuje celoevropské mapování druhů.

### Počet druhů
Podle nejčastějšího vymezení jako populace jednotlivců křížících se mezi sebou žije momentálně na Zemi 8,7 milionu druhů, jedná se asi o 5 % všech druhů, které kdy žily.  Z toho zhruba tři čtvrtiny strávily většinu své evoluce na pevnině, zbývajících 2,2 milionu druhů ve vodě. Jednotlivé říše jsou na Zemi zastoupeny následovně: živočichů je 7,8 milionu druhů, hub 611 000 a rostlin 300 000. Počet známých druhů je však pravděpodobně jen zlomkem skutečného počtu, kterým mohou být miliardy druhů.

### Ochrana druhů
Globální ohroženost je zaznamenávána nejčastěji podle červeného seznamu IUCN. Podle kritérií BirdLife International je za vyhynulý počítán takový druh, od něhož nejsou známi žádní žijící zástupci, a to ani v rukou člověka. Organizace pokládá za předělový rok 1500 (rok „moderních vyhynutí“), přesto je však např. extinkce mamutů pokládána za důsledek lidského lovu.  Od roku 1500 je úbytek živočišných druhů razantnější, z různých příčin vyhynulo zhruba 762 druhů. Tři čtvrtiny z vyhynulých druhů pocházely z ostrovů. 
Obecně se ochrana druhů odůvodňuje (z hlediska objektivního prospěchu) udržováním planety pomocí kontroly zatím fungujícího ekosystému. Teorie Gaia nabízí dobré vysvětlení, proč zásah člověka tak narušuje současné ekosystémy: dříve byly počty druhů kontrolovány přirozeným, respektive frekvenčně závislým výběrem. Například lidé se mohli vyvinout teprve po dominanci dinosaurů, jejich dominance byla zase určena např. množstvím kyslíku v atmosféře, za něž byly zodpovědné vysoce zastoupené vysoké rostliny, jako jsou přesličky. Ukazuje se však, že lidé mají spíše tendenci ochraňovat druhy jim příjemné než druhy ekologicky významné . Někteří biologové ochranu druhů opodstatňují i jako udržování vývoje potenciálně vyspělé civilizace. 
V zájmu zachování ohrožených druhů jsou činěny pokusy shromažďovat genetický materiál některých druhů. Společnost Frozen Ark zatím shromáždila vzorky 5500 druhů.  Podobné projekty jsou označovány jako mražená zoo.

## Rozdělení
Z hlediska chorologie dělíme druhy na antropofobní a antropofilní. Antropofobní druhy jsou ty, které mizí z určitého území vlivem činnosti člověka, antropofilní druhy naopak touto činností svůj areál zvětšují.